# La R-pública
La R-pública (llegit República) fou un programa de ràdio de COM Ràdio.
Estigué cinc temporades en antena (2000-2001 a 2004-2005). Les dues primeres, el programa s'emetia de 07.00 a 11.00, les dues següents de 06.00 a 11.00 i la darrera de 06.00 a 12.00.
Estava presentat per Joan Barril.
Aquest programa ha tengut una espècie de continuació amb El cafè de la República, un altre programa radiofònic que s'emet de 9 a 11 de la nit per Catalunya Ràdio.